# Heiko Schaffartzik
Heiko Schaffartzik (* 3. Januar 1984 in Berlin) ist ein deutscher Schauspieler und ehemaliger Basketballspieler.

## Karriere

### Verein
Seine Basketball-Karriere begann Schaffartzik in Berlin in der Jugend des TuS Lichterfelde und später beim Kooperationspartner Alba Berlin. 2003 konnte er mit Alba sowohl deutscher Meister als auch deutscher Pokalsieger werden, kam als Doppellizenzspieler aber nur auf acht Kurzeinsätze während der gesamten Saison.
Zur Saison 2004/05 wechselte Schaffartzik zum Ligakonkurrenten Gießen 46ers, wo er neben dem ebenfalls neuverpflichteten Anton Gavel erstmals zum Rotationsspieler eines Bundesligateams reifte. Mit rund 18 Minuten Einsatzzeit und sieben Punkten pro Spiel schaffte er bei den Mittelhessen seinen sportlichen Durchbruch. Nach dem Ende der Saison wurde er jedoch bei einer Dopingkontrolle des Marihuanakonsums überführt. Die Probe stammte vom 10. Juni, drei Tage nach dem letzten Spiel der Gießen 46ers in den Playoffs gegen Bamberg. Die Basketball-Bundesliga sperrte ihn daraufhin für vier Spiele, sein damaliger Verein aus Gießen löste seinen Vertrag sofort auf.
In der Saison 2005/06 spielte Schaffartzik beim Aufsteiger Sellbytel Baskets Nürnberg. Die folgende Saison ging Schaffartzik für die EWE Baskets Oldenburg auf Körbejagd. In der Saison 2007/08 spielte Schaffartzik bei EnBW Ludwigsburg und nahm im Januar 2008 am BBL All-Star Game für das Team Süden teil, bei dem er neun Punkte erzielte. Nach der Saison wechselte er zu den LTi Gießen 46ers.
Nach dem für ihn erfolgreich verlaufenden EM-Sommer 2009 spielte Schaffartzik in der Saison 2009/10 für die New Yorker Phantoms aus Braunschweig. In dieser Saison erzielte er durchschnittlich 10,9 Punkte und etablierte sich als bester deutscher Aufbauspieler. Außerdem nahm er erneut am All-Star Game teil und stand in der Starting Five des Teams Norden. Zur folgenden Saison wechselte er in die Türkei zu Türk Telekomspor. Bereits zur Mitte der Saison kehrte er allerdings nach Deutschland zurück und unterschrieb in seiner Heimatstadt Berlin.
Schaffartzik spielte von Januar 2011 bis Mai 2013 bei Alba Berlin. Mit Alba konnte er 2011 das Meisterschaftsfinale erreichen, Alba unterlag jedoch den Brose Baskets. In der folgenden Saison schied man schon früh aus den Playoffs aus.
Von 2013 bis 2015 spielte er bei Bayern München, mit denen er in der Saison 2013/14 deutscher Meister wurde. In der Finalserie gegen seinen ehemaligen Verein Alba Berlin trug Schaffartzik mit durchschnittlich 11,5 Punkten entscheidend zum Gewinn der Meisterschaft bei. In der folgenden Saison unterlag man im Meisterschaftsfinale den Brose Baskets Bamberg und wurde Vizemeister. Im Sommer 2015 lehnte Schaffartzik eine Vertragsverlängerung ab, da er mit der angebotenen Rolle und weniger Spielzeit nicht einverstanden war.
Ende September 2015 wurde bekannt, dass Schaffartzik zur Saison 2015/16 nach Frankreich zum französischen Meister Limoges CSP wechselt. Im Dezember 2015 sorgte er in Frankreich für außersportliche Schlagzeilen, als er sich nach einer Niederlage mit Limoges gegen Antibes alkoholisiert in der Etage seines Mietshauses irrte und sich in der Wohnung eines Paares schlafen legte, das die Haustür nicht abgesperrt hatte. Am nächsten Morgen entdeckten die Mieter den auf ihrem Sofa schlafenden Schaffartzik und riefen die Polizei. Schaffartzik entschuldigte sich öffentlich und schrieb auf der Website seines Vereins, er habe einen großen Fehler begangen. Ende Dezember 2015 nahm er am All-Star Game der LNB Pro A teil und gewann den Dreierwettbewerb. Er bestritt 34 Saisonspiele für Limoges und erzielte im Schnitt 7,4 Punkte pro Einsatz. Mit 64 getroffenen Dreipunktwürfen war er bester Akteur seiner Mannschaft in dieser Kategorie.
Zur Saison 2016/17 wechselte er innerhalb der Liga zu Nanterre 92. Im Rahmen des französischen All-Star-Spiels Ende Dezember 2016 gewann er wie im Vorjahr den Dreierwettbewerb. Mit Nanterre gewann Schaffartzik in dieser Saison den französischen Pokalwettbewerb sowie den FIBA Europe Cup 2016/17 und fungierte als Mannschaftskapitän. In 33 ProA-Partien erzielte er im Schnitt 10,2 Punkte, gab 3,9 Korbvorlagen und sammelte 1,8 Rebounds ein. Er traf 78 Dreipunktwürfe (bei 207 Versuchen) und war somit bester Fernschütze Nanterres. Um Schaffartzik zum Verbleib im Klub zu bewegen, wurde von Fans zu diesem Zweck eigens eine Facebook-Seite eingerichtet. Im Dezember 2017 gewann er zum dritten Mal in Folge den Dreierwettbewerb beim französischen All-Star-Spiel.
Während der Sommerpause 2018 verließ Schaffartzik Frankreich in Richtung des spanischen Erstligisten Basket Saragossa 2002. Allerdings wurde die Vereinbarung bereits im August 2018 wieder gelöst, da sich der Deutsche eine Knieverletzung zugezogen hatte. Mitte September 2019 wurde er vom Bundesliga-Neuling Hamburg Towers verpflichtet.
Nach der Saison 2019/20 beendete er seine Karriere als Basketballspieler.

### Nationalmannschaft
Der damalige Bundestrainer Dirk Bauermann berief Schaffartzik zunächst für die Länderspiele am 7. und 8. August 2009 in die deutsche Nationalmannschaft. Bei seinem Debüt am 7. August 2009 gegen die Niederlande erzielte er auf Anhieb 13 Punkte. Anschließend schaffte er den Sprung in den Kader für die Europameisterschaft 2009 in Polen und war er mit 12,7 Punkten pro Spiel bester deutscher Werfer. Schaffartzik fiel insbesondere durch seine Treffgenauigkeit in den EM-Länderspielen gegen Griechenland (23 Punkte) und Kroatien (18 Punkte) auf, die er beide mit einer hundertprozentigen Trefferquote abschloss.
Mit der Nationalmannschaft nahm Schaffartzik in den Folgejahren an der Weltmeisterschaft 2010, der Europameisterschaft 2011 und der Europameisterschaft 2013 teil. Beim 4-Nationen-Turnier im italienischen Trento bestritt er am 30. Juli 2015 sein 100. Länderspiel.
Bei der Europameisterschaft 2015, deren Vorrunde u. a. in Schaffartziks Geburtsstadt Berlin ausgetragen wurde, stand der zwischenzeitlich vereinslose Schaffartzik ebenfalls im Kader der deutschen Nationalmannschaft. Deutschland schied vor eigenem Publikum jedoch bereits in der Vorrunde aus.

## Persönliches
Im Alter von 13 Jahren erkrankte Schaffartzik an Leukämie und musste für einige Zeit vom Basketball pausieren.
Sein jüngerer Bruder Kevin spielte Basketball in der 2. Bundesliga ProA in Leipzig und Jena sowie in der Juniorennationalmannschaft. Sein Vater Walter spielte für den DTV Charlottenburg in der Bundesliga und wurde später Ärztlicher Leiter des Unfallkrankenhauses Berlin.
Am 3. Dezember 2011 trat er bei Wetten, dass..? auf und verlor gegen die Kandidatin, die deutsche Golf-Nationalspielerin Ann-Kathrin Lindner, die Wette.
Nach Ende seiner Karriere als Basketballspieler im Jahr 2020 legte Schaffartzik seinen Fokus auf eine Tätigkeit als Schauspieler.

## Erfolge und Auszeichnungen
- 2× Deutscher Meister: 2003 (mit Alba Berlin), 2014 (mit FC Bayern München)
- 2× Deutscher Pokalsieger: 2003, 2013 (mit Alba Berlin)
- Französischer Pokalsieger: 2017 (mit Nanterre 92)
- Sieger des FIBA Europe Cup: 2017 (mit Nanterre 92)
- Teilnahme am BBL All-Star Game: 2008, 2010, 2012, 2015